# Kento Miyahara
 (décembre 2021).
Pour les articles homonymes, voir Miyahara.
Kento Miyahara (宮原健斗, Miyahara Kento) né le 27 février 1989, est un catcheur (lutteur professionnel) japonais. Il travaille actuellement à la All Japan Pro Wrestling, où il est l’actuel AJPW Triple Crown Champion
Il s’entraîne auprès de Kensuke Sasaki et commence sa carrière au Kensuke Office. Il lutte ensuite à la Pro Wrestling Noah. Il quitte cette fédération en 2013 pour rejoindre la All Japan Pro Wrestling et y remporte le championnat par équipe All Asia avec Kotarō Suzuki et le championnat du monde par équipes AJPW avec Gō Shiozaki. Il est aussi le vainqueur du tournoi Real World Tag League en 2015 avec Suwama. Il commence à être mis en valeur en 2016 et est double champion Triple Crown.

## Carrière de catcheur

### Kensuke Office et Pro Wrestling NOAH (2008-2013)
Avant de devenir catcheur, Miyahara fait du judo au lycée. En 2007, il se présente au dojo du Kensuke Office où Kensuke Sasaki ne souhaite pas l'entrainer car il est trop frêle. Sasaki en parle avec son épouse Akira Hokuto et change d'avis.
Il perd son premier combat face à Seiya Sanada le 11 février 2008 durant le 1er anniversaire du Kensuke Office. Il lutte aussi à la Pro Wrestling Noah dans la division des poids lourd-légers. Au début de l'année 2013, il suit une partie des catcheurs de la Pro Wrestling Noah qui quittent la fédération pour aller à la All Japan Pro Wrestling.

### All Japan Pro Wrestling (2013–...)
Le 27 mars, il perd contre Gō Shiozaki et ne remporte pas le AJPW Triple Crown Heavyweight Championship,. Le 6 mai, lui et Gō Shiozaki battent Akebono et Yutaka Yoshie et remportent les AJPW World Tag Team Championship,.
Le 21 juin, il perd contre Akebono et ne remporte pas le AJPW Triple Crown Heavyweight Championship,. Le 28 septembre, il a été annoncé que Gō Shiozaki partait de la AJPW le mois suivant et qu'il deviendrait un freelance. L'annonce a également conduit Shiozaki et Miyahara à rendre les World Tag Team Championship vacants. Le 16 novembre, Xceed a été dissous, à la suite du départ de Kotarō Suzuki de la AJPW.
Avec la disparition de Xceed, il se voit offrir une place dans le groupe Evolution. Bien qu'il ait décliné l'offre, il a accepté de faire équipe avec Suwama pour participer au World's Strongest Tag Determination League (2015). Le 6 décembre, ils battent The Big Guns (Zeus et The Bodyguard) en finale pour remporter le tournoi. Après le dernier match, il exprime son intérêt à continuer de faire équipe avec Suwama, mais a été attaqué par ce dernier, qui annonce Naoya Nomura en tant que nouveau membre de l' Evolution,. Miyahara a réagi en annonçant un nouveau partenariat avec Jake Lee, promettant de commencer un changement de génération à la AJPW. Le 25 décembre, la nouvelle équipe a été nommée «Nextream». 
Le 12 février 2016, il bat Zeus et remporte le vacant AJPW Triple Crown Heavyweight Championship et devient le plus jeune champion de l'histoire du titre,. Le 21 février, lui et Jake Lee perdent contre The Big Guns et ne remportent pas les AJPW World Tag Team Championship,. Le 21 mars, il conserve son titre contre Takao Omori. Le 25 mai, il conserve son titre contre le vainqueur du Champion Carnival 2016, Daisuke Sekimoto. Le 15 juin, il conserve son titre contre Kengo Mashimo. Le 24 juillet, il conserve son titre contre Jun Akiyama. Le 27 août, il conserve son titre contre Ryoji Sai. Le 27 novembre, il conserve son titre contre Suwama,.
Le 26 février 2017, il conserve le titre contre The Bodyguard. Le 21 mai, il perd le titre contre le vainqueur du Champion Carnival 2017, Shuji Ishikawa,.

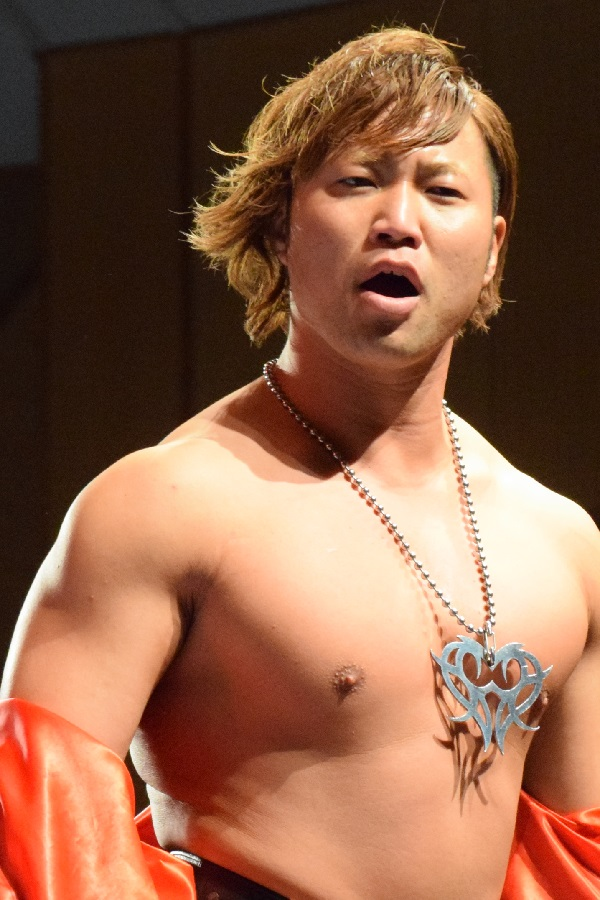
Miyahara en 2018

Le 27 août, il bat Shuji Ishikawa et remporte le AJPW Triple Crown Heavyweight Championship pour la deuxième fois,. Le 9 octobre, il perd le titre contre le vainqueur du Ōdō Tournament 2017, Suwama,. Le 3 février 2018, lui et Yoshitatsu battent Violent Giants (Suwama et Shuji Ishikawa) et remportent les AJPW World Tag Team Championship.
Le 25 mars, il bat Joe Doering et remporte le AJPW Triple Crown Heavyweight Championship pour la troisième fois. Le 24 mai, il conserve son titre contre Naomichi Marufuji. Le 29 juillet, il perd le titre contre Zeus.
Le 21 octobre, il bat Zeus et remporte le AJPW Triple Crown Heavyweight Championship pour la quatrième fois.
Le 3 janvier 2020, il conserve le titre contre Jake Lee.

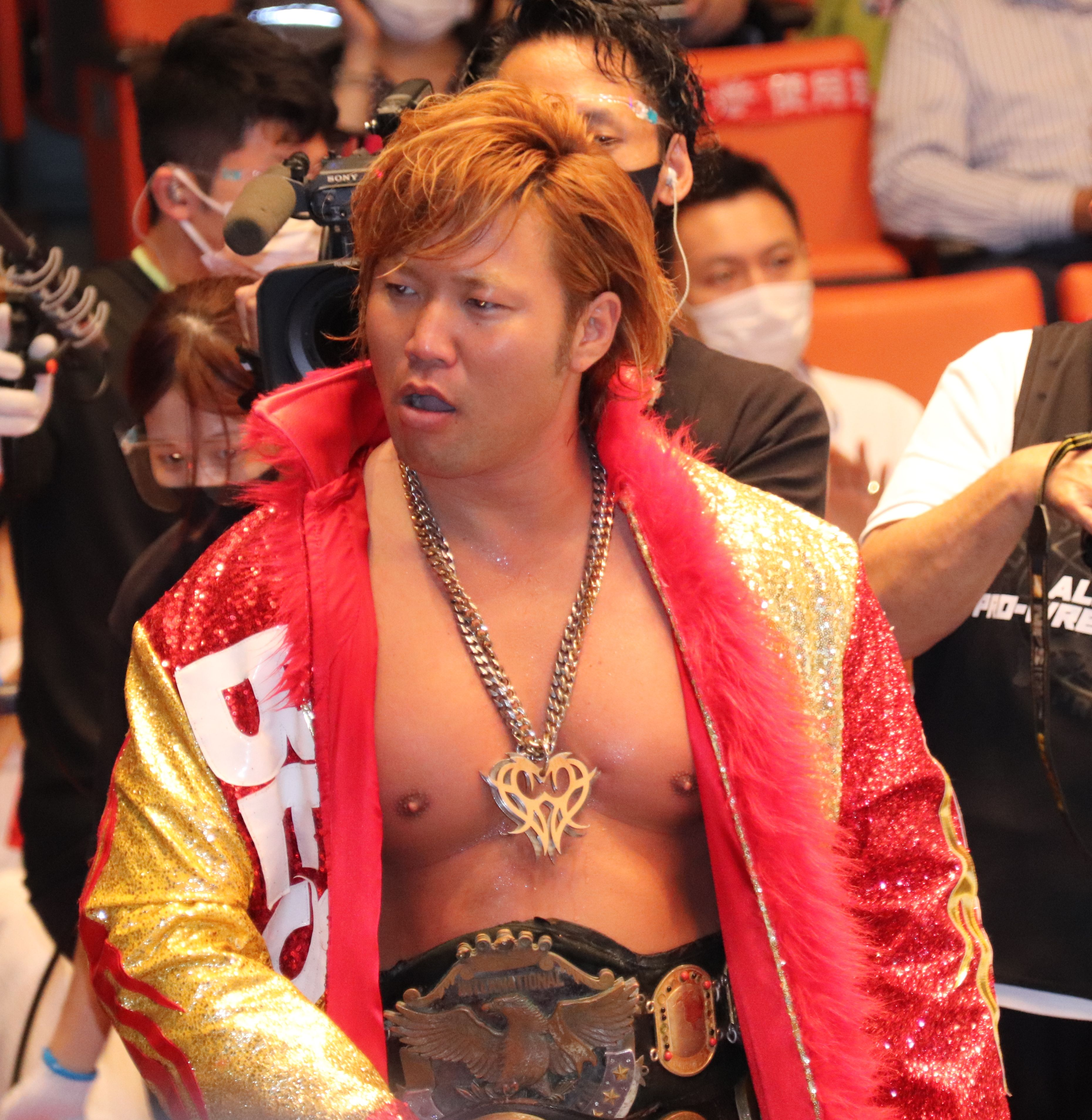
Miyahara en tant que AJPW World Tag Team Champion en 2021

Il participe ensuite avec Yuma Aoyagi à la World's Strongest Tag Determination League qu'ils remportent le 7 décembre en battant JIN (Jake Lee et Koji Iwamoto),. Le 2 janvier 2021, ils battent Violent Giants et remportent les AJPW World Tag Team Championship. Le 7 septembre, lui et Yuma Aoyagi perdent leur titres contre Shotaro Ashino et Suwama.
Il participe ensuite avec Yuma Aoyagi à la World's Strongest Tag Determination League qu'ils remportent pour la deuxième année consécutive le 5 décembre en battant Total Eclipse (Koji Doi et Kuma Arashi).
Le 2 janvier 2023, ils battent Voodoo Murders (KONO et Suwama) et remportent les AJPW World Tag Team Championship.
Le 19 février, il perd son titre contre Yūji Nagata.
Lors de Mania X 2023, il perd contre Katsuhiko Nakajima et ne remporte pas le AJPW Triple Crown Heavyweight Championship.
Le 29 mai 2024, il perd contre Yuma Anzai et ne remporte pas le AJPW Triple Crown Heavyweight Championship.

## Palmarès et récompenses
- All Japan Pro Wrestling
  - 6 fois AJPW Triple Crown Heavyweight Championship
  - 4 fois AJPW World Tag Team Championship avec Gō Shiozaki (1), Yoshitatsu (1), Yuma Aoyagi (1) et Takuya Nomura (1)
  - 1 fois AJPW All Asia Tag Team Championship avec Kotarō Suzuki
  - World's Strongest Tag Determination League (2015) avec Suwama
  - World's Strongest Tag Determination League (2020, 2021) avec Yuma Aoyagi
  - World's Strongest Tag Determination League (2022) avec Takuya Nomura
  - Nemuro Dining Hall Cup Six Man Tag Tournament (2017) avec Jake Lee et Yuma Aoyagi
  - Ōdō Tournament (2018, 2022)
  - Champion Carnival (2019)

- Kensuke Office
  - Summer Volcano Tag Tournament (2011) avec Antonio Honda

- Pro Wrestling NOAH
  - One Night 6-Man Tag Tournament (2012) avec Kensuke Sasaki et Takeshi Morishima
  - Global Tag League Fighting Spirit Award (2012) avec Kensuke Sasaki
  - Global Tag League Outstanding Performance Award (2011) avec Kensuke Sasaki
  - NTV G+ Cup Junior Heavyweight Tag League Outstanding Performance Award (2009) avec Katsuhiko Nakajima
  - NTV G+ Cup Junior Heavyweight Tag League Outstanding Performance Award (2011) avec Satoshi Kajiwara

## Récompenses des magazines
| Année | 2015 | 2016 | 2017 | 2018 | 2019 | 2020 | 2021 | 2022 | 2023 | 2024 |
| ----- | ---- | ---- | ---- | ---- | ---- | ---- | ---- | ---- | ---- | ---- |
| Rang  | 194  | 39   | 123  | 49   | 24   | 24   | 180  | 52   | 68   | 102  |